# Delphinium macrophyllum
Delphinium macrophyllum là một loài thực vật có hoa trong họ Mao lương. Loài này được Wooton mô tả khoa học đầu tiên năm 1910.